# Taifun Chanchu
Chanchu war ein starker Taifun, der im Mai 2006 über der Philippinensee entstand und die Philippinen sowie das Südchinesische Meer und China passierte.

## Verlauf

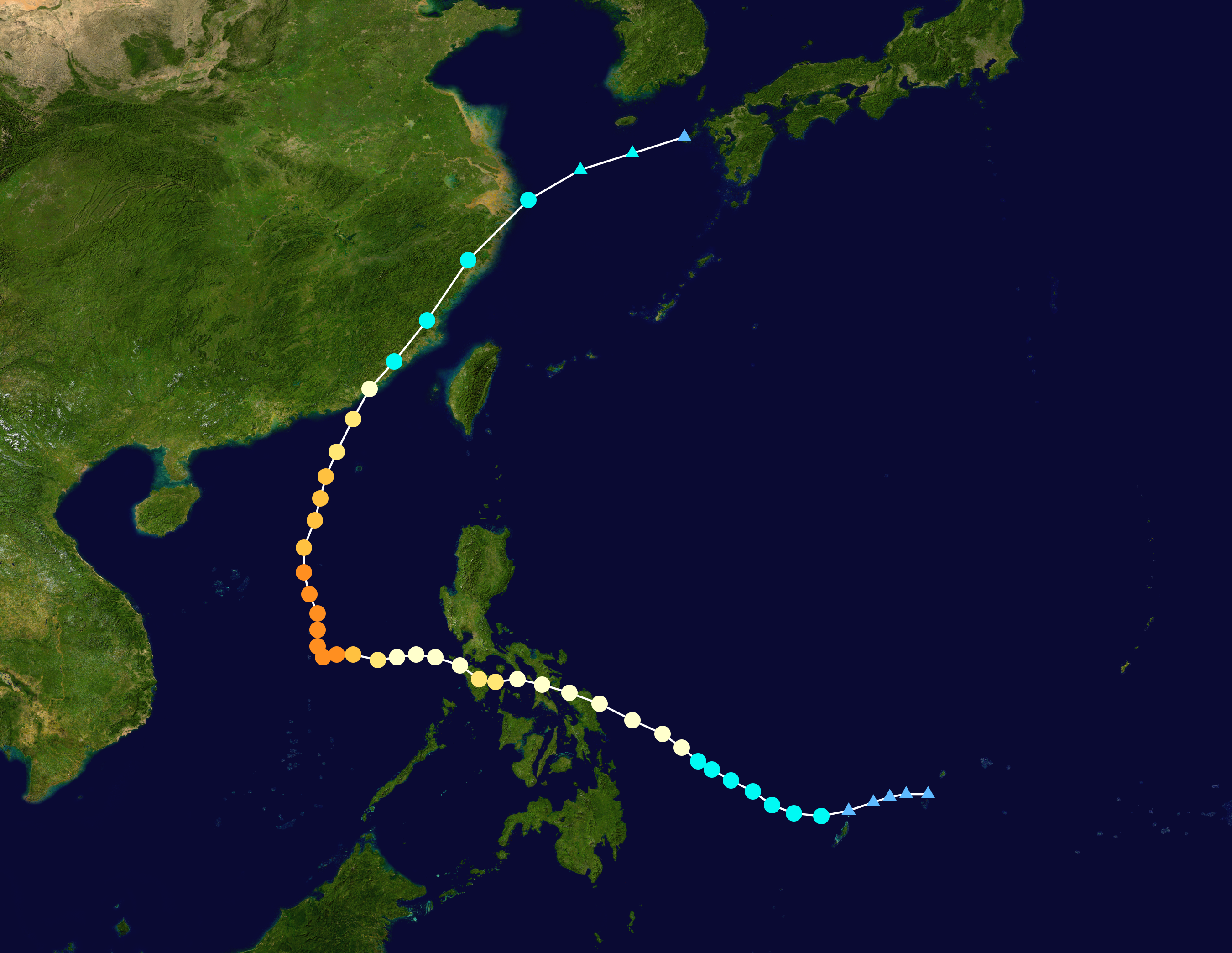
Verlauf des Taifuns Chanchu

Am 12. Mai 2006 bewegte sich der Sturm mit einer Spitzengeschwindigkeit von 160 km/h auf die philippinische Inselgruppe Visayas zu, wo es durch die starken Regenfälle zu einigen Erdrutschen kam. Danach wanderte er nach Nordwesten in das Südchinesische Meer.
Viele Brücken und Straßen wurden zerstört und stark beschädigt. In einigen Gebieten hatten die Menschen stundenlang keinen Strom. Allein auf den Philippinen forderte Chanchu den Tod von 37 Menschen.
Am 17. Mai erreichte er Windgeschwindigkeiten von bis zu 250 km/h. Vietnamesische Fischer, die weit vom Festland gelegen fischten, wurden von dem Taifun überrascht. Mindestens 28 Vietnamesen sind dabei auf offener See gestorben. Noch am selben Tag traf er auf das chinesische Festland. Besonders die Provinzen Guangdong und Fujian waren betroffen, wo es ebenfalls zu Erdrutschen kam. Trotz der Vorkehrungen, bei der in China 900.000 Menschen in Sicherheit gebracht wurden, überlebten auch hier 23 Menschen den Taifun nicht. Weiter wurden über 20.000 Häuser in den Provinzen zerstört. Mit Winden von bis zu 170 km/h war er sogar der stärkste Sturm, der je im Mai in dieser Region gemessen wurde. Im weiteren Verlauf schwächte Chanchu ab und bescherte Taiwan und Shanghai starke Regenfälle.